# Pogrom w Rajgrodzie
Pogrom w Rajgrodzie – pogrom ludności żydowskiej, który miał miejsce w 1941 roku w Rajgrodzie. 
Podobnie jak w wielu innych miejscowościach Łomżyńskiego i Białostocczyzny, okupowanych po 17 września 1939 roku przez Sowietów, w lipcu 1941 w tej miejscowości doszło do wymordowania prawie całej społeczności żydowskiej.

## Tło historyczne
Pierwsze wzmianki o osadnictwie żydowskim w Rajgrodzie pochodzą jeszcze z XVI wieku. W połowie XIX wieku było to miasteczko niemal w całości żydowskie. Żydzi – około 1800 osób – stanowili 86 procent mieszkańców. Po I wojnie światowej liczba mieszkańców bardzo zmalała. Spis z 1921 roku podaje liczbę 745 Żydów. W 1939 roku musiało ich być więcej, być może nawet 2000 jak podaje w swej relacji z 1947 roku Lejb Lewintin. Głównie na jego relacji opierają się opracowania, próbujące odtworzyć przebieg wydarzeń w Rajgrodzie latem 1941 roku. Relacja ta ma wprawdzie charakter wtórny, opiera się bowiem na informacjach zebranych już po wojnie – w czasie wojny Lewintin przebywał w Związku Radzieckim – jednak potwierdzają ją zeznania oskarżonych i świadków w powojennych procesach o zbrodnie na cywilach i kolaborację z Niemcami polskich mieszkańców Rajgrodu.

## Opis
Postacią, która odegrała kluczową rolę w zagładzie rajgrodzkich Żydów, był nauczyciel miejscowej szkoły Antoni Len, który po wojnie zmienił nazwisko na Stanisław Mieczkowski. Za czasów sowieckich zasiadał w komisjach wyborczych, organizował też wieczorki literackie dla młodzieży i wygłaszał odczyty o dobrodziejstwach nowej władzy. Jednak po wkroczeniu Niemców stał się szarą eminencją miasteczka. Osobiście wyznaczył miejscowego burmistrza, a także komendanta „straży obywatelskiej”, zresztą także nauczyciela miejscowego gimnazjum. 
Mordy na Żydach i gwałty rozpoczęły się jeszcze przed wkroczeniem Niemców, jednak największy pogrom miał miejsce po przybyciu do Rajgrodu niemieckiego komanda. Wydarzenia te opisał Lejb Lewintin
W czerwcu 1941 r., kiedy wkroczyli do Rajgrodu, wysłali kilku Polaków  m.in. Adamcewicza, Stefanowicza, Piotrowskiego, by zebrali 100 Żydów w środku miasta, na rynku. Wyżej wspomniani Polacy chodzili od domu do domu, jeśli ktoś odmawiał pójścia z nimi był okrutnie bity(…) Wszystkim zebranym Żydom zdjęto wierzchnie ubrania i puszczono w samej bieliźnie. Córce Finkelsztajna 27 lat dano czerwony sztandar i cala kolumna ustawiona czwórkami musiała maszerować przez całe miasto śpiewając różne pieśni. Ubrania Żydów rzucano Polakom a oni je łapali. Całą „ceremonią” kierowało dwóch specjalnie przybyłych esesmanów. Na koniec całą kolumnę wyprowadzono 2 km za miasteczko do Lasu Choinki, gdzie ich zastrzelono i pogrzebano.
Z akt śledztwa, prowadzonego przez prokuratora Moncewicza w latach 70. ubiegłego wieku, a także z zeznań Antoniego Lena wynika, że w doprowadzeniu Żydów do Choinek uczestniczyło około 50 Polaków, a egzekucji, wraz z Niemcami najprawdopodobniej dokonał wspomniany wyżej strażnik miejski Adamcewicz.
W kilka dni później Antoni Len otrzymał polecenie bądź sugestię od Niemców by dokonać „selekcji” miejscowych Żydów. Ludzi starych i chorych załadowano na furmanki, tłumacząc, że zostaną odwiezieni do szpitala w Augustowie. Wywiezieni zostali jednak na tzw. Rykowa Górę i tam zamordowani ciosami bagnetów. Głównym egzekutorem miał być wspomniany Adamcewicz.
We wrześniu do Rajgrodu przybył niemiecki amtkomisarz. Zarządził rozwiązanie straży obywatelskiej. Dwóch jej członków najbardziej aktywnych w czasie czerwcowych i lipcowych pogromów kazał rozstrzelać. Antoni Len został tłumaczem, a następnie zastępcą amtkomisarza i zajął się organizacja getta, w którym znalazło się około 500 Żydów. Rajgrodzkie getto zlikwidowano 2 listopada. Żydów wywieziono najpierw do obozu przejściowego w Boguszach, a następnie do obozu Zagłady w Treblince.